# Fortore
Le Fortore est un fleuve long de 110 kilomètres, qui traverse les provinces de Bénévent, de Campobasso et de Foggia, dans les régions Campanie, Molise et Pouilles, en Italie du Sud. 

## Géographie
Le cours du Fortore débute sur les pentes du Monte Altieri (888 m) sur le versant adriatique des Apennins, à partir de quatre petits ruisseaux, à quatre kilomètres environ de San Bartolomeo in Galdo, sur la commune de Castelvetere in Val Fortore. 
Il coule ensuite vers le sud, à travers une vallée étroite et sinueuse. Son cours inférieur forme la frontière entre les provinces de Campobasso et de Foggia ; il se jette enfin dans la mer Adriatique à proximité de la commune de Serracapriola et à l'ouest du lac de Lesina. 

## Hydrologie
Son régime hydrologique est dit pluvial méridional.